# حيمرون برازيلي
حيمرون برازيلي (الاسم العلمي:Erythrochiton brasiliensis) هو نوع من النباتات يتبع جنس الحيمرون من الفصيلة السذابية.